# Distribuição (logística)
Em marketing e logística, a distribuição, praça,engenharia da distribuição, marketing logístico ou distribuição logística  (anteriormente gestão de materiais)  se refere tanto à distribuição física ou logística de um produto, quanto ao próprio canal de distribuição. A distribuição física está ligada à movimentação do produto, enquanto o canal de distribuição é a intermediação do produto. A distribuição compreende as operações de transporte e entrega com o objetivo de suprir os pontos de venda e outros canais, após o processo de produção. 
Ou seja, a logística de distribuição consiste basicamente na movimentação do produto para os pontos de vendas. 
A gestão de logística refere-se à integração de  atividades com a finalidade de planear, implementar e controlar o fluxo eficiente de matérias primas e estoques (de produtos em processo ou acabados), bem como distribuir as mercadorias a partir do ponto de origem até o ponto de consumo. Essas atividades podem incluir: atendimento a clientes, previsão de demanda, comunicações de distribuição, controle de inventário, movimentação de materiais, processamento de pedidos de peças e serviços de apoio, instalações e seleção do local do armazenamento, coleta, embalagem, devolução de mercadorias, manuseio  e eliminação de sucata,  tráfego, transporte e  armazenamento.

## Distribuição física ou logística
No início do século XX, quando começaram a aparecer os primeiros trabalhos sobre o fluxo de bens, a logística era designada como "distribuição física". Em  1927, Ralph Borsodi publicou  Distribution Age,  livro no qual abordou o tema da logística - em especial, os fluxos físicos, sob a denominação "distribuição". Foster, em 1970, refere-se à logística como "distribuição física". Outras designações foram "engenharia da distribuição", "marketing logístico", "distribuição logística" e "gestão de materiais", predominando, no entanto,   "distribuição física".
Mix de marketing, um conceito básico do marketing, refere-se à combinação de quatro itens: preço, produto, promoção e distribuição,  componentes propostos por McCarthy.
A distribuição engloba elementos necessários para que o produto chegue aos consumidores:  canais de distribuição, cobertura, sortimentos, localização, estoque e transporte.

## Canais de distribuição ou canais de marketing
Um canal de distribuição ou canal de marketing é um conjunto de instituições e relacionamentos, através dos quais os produtos, direitos de uso, pagamentos e informações fluem do produtor para o consumidor.
Para selecionar um canal de distribuição, os planejadores de marketing levam em conta:
- Características do mercado
- Natureza do produto ou serviço
- Clima atual dos negócios
- Estrutura da empresa

O sistema de distribuição faz parte dos itens de marketing: estabelecimentos apropriados, épocas apropriadas e preços acessíveis.
A distribuição de produtos de consumo pode ser dividida em Direta e Indireta:
- Direta
  - Quando a indústria fornece seus produtos diretamente para o varejo alimentar (supermercadista)

- Indireta
  - Quando há algum intermediário no processo de disponibilizar os produtos para o consumidor. Ex.: distribuidores e atacadistas

## Tipos de distribuição
A distribuição pode ser de vários tipos:
Distribuição exclusivausada quando a natureza do negócio precisa da lealdade do distribuidor e elevado grau de controle sobre sua atividade. Exemplo: concessionárias de veículos do tipo autorizada.
Distribuição intensivausada quando a importância é dada para à disponibilidade do produto em um grande número de pontos de venda. Exemplo: produtos básicos de alimentação, bebidas etc.
Distribuição seletivausada quando a natureza do negócio precisa de valorização. Exemplo: relógios que são vendidos apenas em joalherias de renome.

### Sistema de marketing vertical
O sistema de marketing vertical (do inglês vertical marketing system)  é um sistema de distribuição programado e gerenciado centralizadamente que abastece ou atende a um grupo de lojas ou outros negócios. Nesse sistema os revendedores varejistas ou franqueados pagam uma taxa para operar de acordo com as regras da empresa controladora ou franqueador.